# Letitia Elizabeth Landon
Letitia Elizabeth Landon, född den 14 augusti 1802, död den 15 oktober 1838, var en engelsk författare.
Letitia Elizabeth Landon vann sedan sitt tjugonde år under signaturen L. E. L. mycket bifall genom större romantiska poem (The improvisatrice med flera), som påminner om Byrons. Hon skrev även några romaner och var en tid medutgivare av Literary Gazette. Hon blev, efter en kort förlovning 1831 med John Forster, 1838 gift med George Maclean, guvernör i Guldkusten, och dog samma år, kort efter ankomsten till kolonin, av en dos blåsyra, som hon intagit av misstag eller i avsikt att beröva sig livet. Hennes Life and literary remains utgavs 1841 (2:a upplagan 1855), hennes Poetical works senast 1880.